# River Forsa
River Forsa är ett vattendrag i Storbritannien.   Det ligger i kommunen Argyll and Bute och riksdelen Skottland, i den nordvästra delen av landet, 700 km nordväst om huvudstaden London. River Forsa ligger på ön Inner Hebrides.